# ヤズド
ヤズド（ペルシア語: یزد; Yazd [jæzd] ( 音声ファイル)）はイラン中央部、ヤズド州の州都。イランにおいて古い歴史をもつ都市の一つで、ゾロアスター教文化の中心地である。エスファハーンの南東約280kmに位置する。人口は2005年の推計で433,836人、2006年で505,037人。世代をこえた砂漠環境への適応のため、ヤズドは建築学的にも独特の表情を持つ都市である。高品質の手工業品、特に絹織物と菓子で知られる。

## 地理と気候
ヤズドはキャヴィール砂漠とルート砂漠の交わるところ、シール・クーフ山脈（最高点は海抜4075m）とハラーネグ山地の谷間にあるオアシス都市である。この地理的な位置から、ヤズドは時に「キャヴィール（塩漠）の橋」と称される。ヤズドの標高は海抜1203m、面積は約16,000 km²である。
地方行政区画によれば、ヤズド州は10郡（シャフレスターン）から構成され、各郡は最低1つの市（シャフル）と複数の村からなる。これらの郡はアバルクーフ、アルダカーン、バーフグ、ハータム、メイボド、メフリーズ、タバス、サドゥーグ、タフト、ヤズドである。
気候は全体として非常に乾燥し、夏に暑く、冬に寒い。気温の変動は特に夏から冬にかけて激しく、また昼と夜との間でも著しく変動する。夏に最高気温40 °Cと冬に最低気温-20 °Cが記録されている。

## 歴史
ヤズドの歴史は3000年の長きにわたり、当時ヤズドはヤスティスないしイッサティスと呼ばれたメディア王国の時代まで遡る。しかしながら今日の名「ヤズド」はサーサーン朝の統治者ヤズデギルド1世に由来するものと思われる。サーサーン朝期、ヤズドはゾロアスター教の明らかな中心地となっている。イランのイスラーム征服後、近隣各地のゾロアスター教徒はヤズドに逃れた。イスラーム統治下に入った後もジズヤを納めねばならなかったが、都市住民の大部分はゾロアスター教徒であって、イスラームがヤズドで優勢な宗教となるまで非常に長い時間がかかっている。

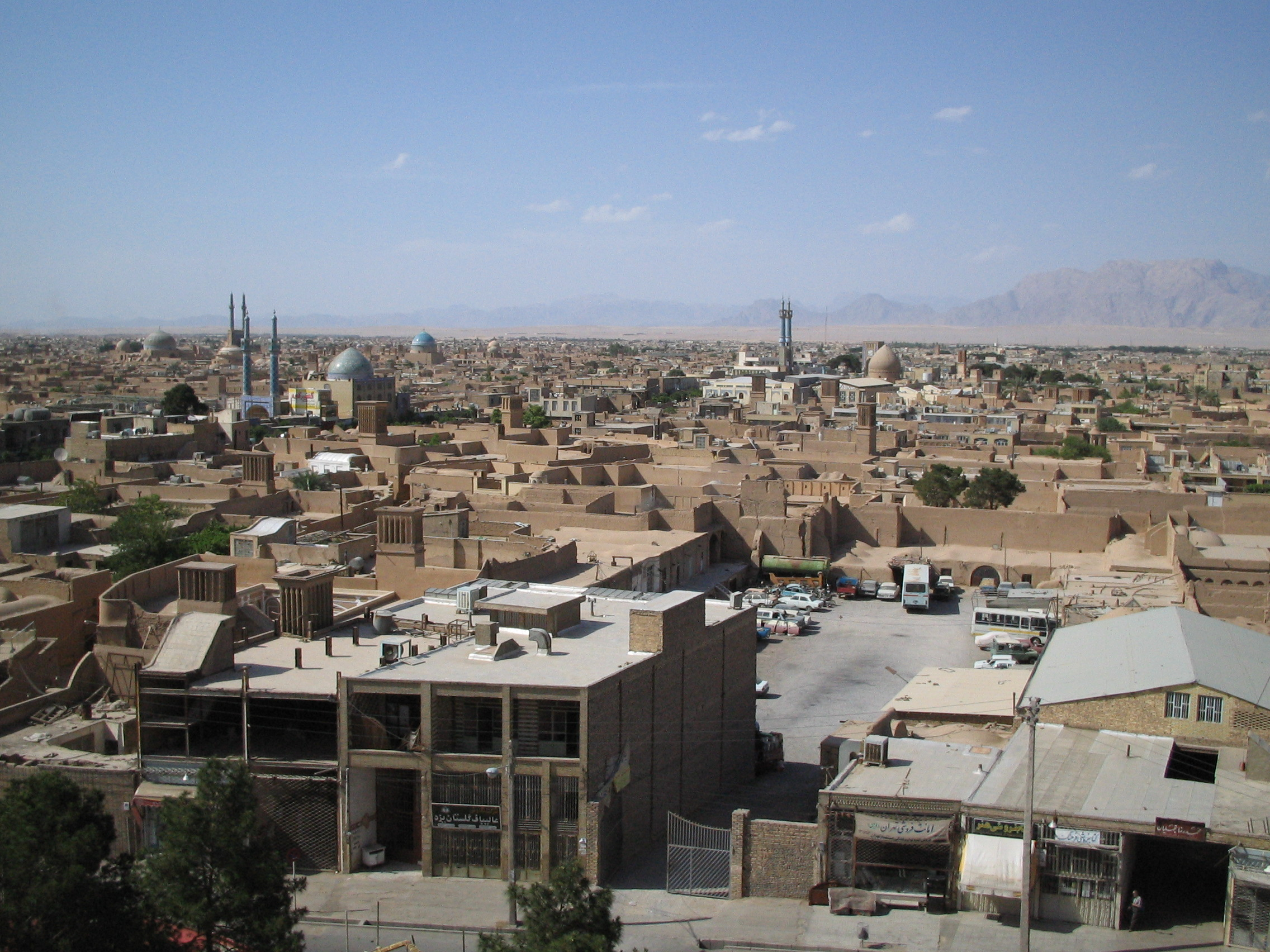
アミール・チャグマグの高所から見たヤズドの街
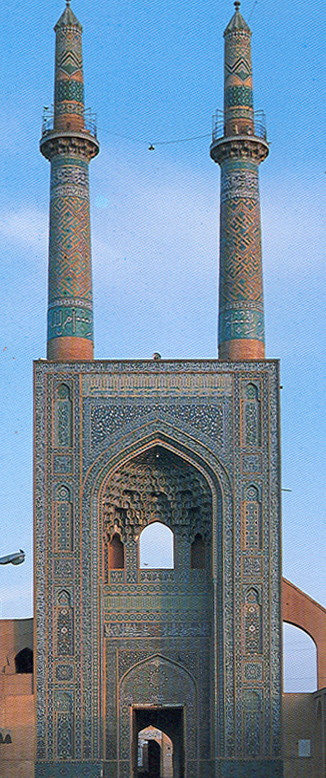
今日も使われるヤズドのジャーメ・モスク。12世紀、ブワイフ朝のアラーアッダウラ・ガルシャースブにより建築。
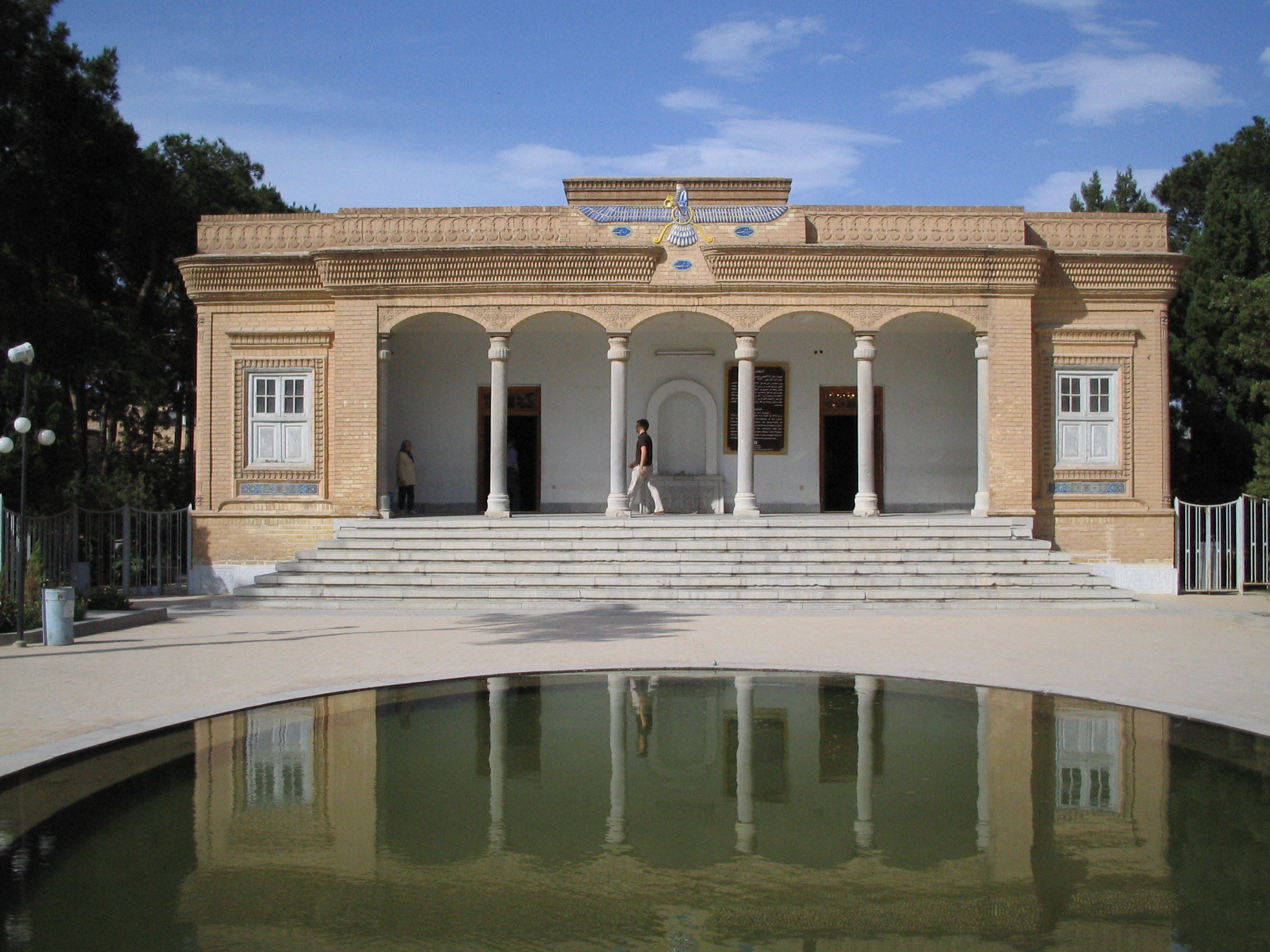
ゾロアスター教の神殿（アーテシュガーフ）
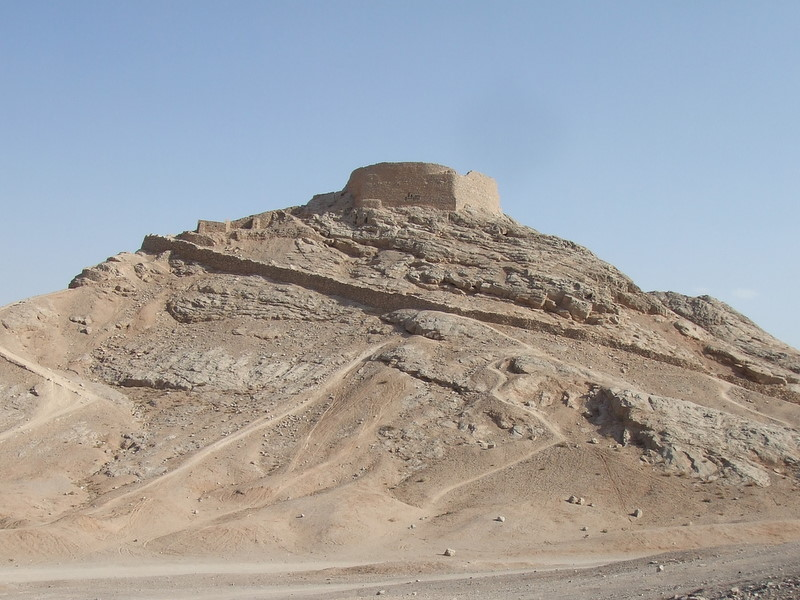
沈黙の塔。ゾロアスター教徒が鳥葬の場に使用した。
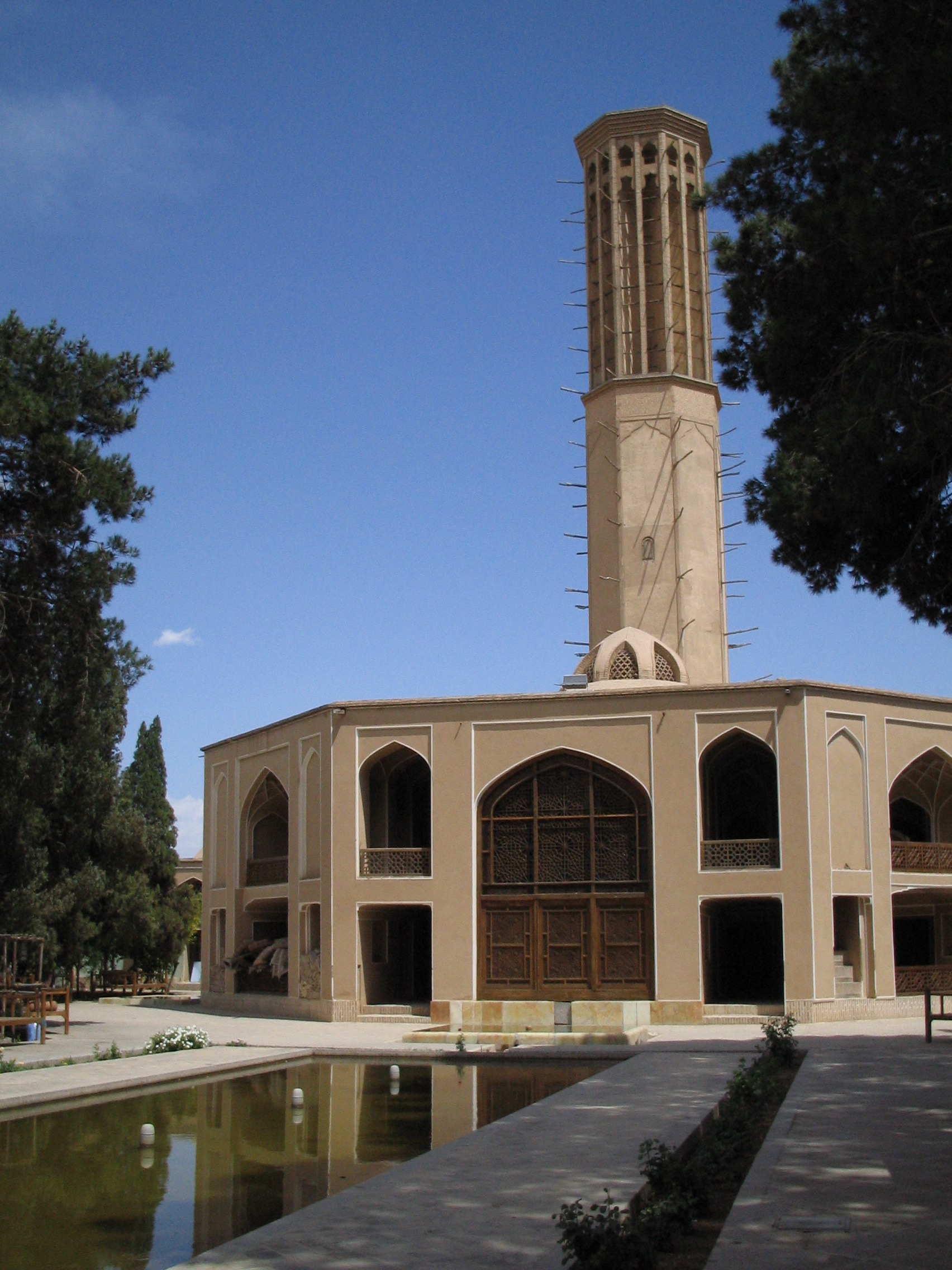
ドウラターバードのバードギール。砂漠適応したペルシア建築の代表例。

ヤズドは遠隔の砂漠の地にあって攻めにくく、大規模な戦闘とそれに伴う破壊や惨劇を免れてきた。たとえばチンギス・ハーンによるモンゴル帝国のイラン侵入にあたっては、ヤズドは他地域住民の避難地となっている。1272年にヤズドを訪れたマルコ・ポーロはヤズドの優れた絹織物産業に言及している。14世紀、ヤズドは短期間だがムザッファル朝の首都となっており、1350–51年にシャイフ・アブー・イスハーク治下のインジュー朝による攻囲を受けている。おそらくはヤズドでもっとも重要な建造物であるヤズド集会モスクなどが建築されたのはこの時代のことである。18世紀以降、ガージャール朝下のヤズドはバフティヤーリー族のハーンらの統治を受けた。

## 建築と文化
ヤズドには砂漠型の伝統的ペルシア建築における優れた例となる建物が複数存在する。ヤズドはその気候により世界最大のカナート網を持ち、そのカナート職工の腕はイランで最も熟練したものとされた。また夏の著しい暑さのため、ヤズドの旧建築の多くは大きなバードギールと地下室を設けている。また近傍の山地にある氷を蓄えるヤフチャール（氷室）を備えるものもあり、これについてもイランにおける代表的な例としてヤズドの建築が挙げられる。ほぼ全体が日干し煉瓦で建築された都市としても世界最大規模である。
ゾロアスター教の文化遺産の中心地としても重要である。郊外には沈黙の塔、また市中にはアーテシュガーフ（拝火神殿）を持つ。この神殿の火は西暦470年から連綿として燃え続けているものである。現在、ゾロアスター教徒の人口は2万から4万、比率にして5％から10％で、重要な少数派としての地位を占める。

### 世界遺産
ヤズドに残るカナートは、「ペルシア式カナート」の一部として、2016年に世界遺産リストに登録された。続く2017年には都市の歴史地区そのものが、世界遺産リストに登録された。

#### 登録基準
この世界遺産は世界遺産登録基準のうち、以下の条件を満たし、登録された（以下の基準は世界遺産センター公表の登録基準からの翻訳、引用である）。
- (3) 現存するまたは消滅した文化的伝統または文明の、唯一のまたは少なくとも稀な証拠。
- (5) ある文化（または複数の文化）を代表する伝統的集落、あるいは陸上ないし海上利用の際立った例。もしくは特に不可逆的な変化の中で存続が危ぶまれている人と環境の関わりあいの際立った例。

## 今日のヤズド
歴史を通じて、品質の高い絹織物と絨毯で知られたヤズドは今日、イランにおける繊維工業の中心地の一つとなっている。また陶器、建築資材、また独自の菓子、宝飾などの産業があるが、人口の多くが雇用されている分野は農業、酪農業、金属、機械などその他の産業分野である。成長中の情報技術産業に関連する企業も立地し、主にケーブルやコネクタなどの部品を製造している。イラン最大の光ファイバー・メーカーもヤズド所在である。
ヤズドの菓子屋はイラン全土にそのファンを持ち、観光資源ともなっている。職人（ハリーフェ）の工場では、レシピは慎重に秘密のうちに隠され、企業としても多くは数世代にわたる同族企業の形態を保っている。バグラバ、ゴターブ、パシュマクなどがヤズド菓子で特に人気がある。
2000年、ヤズド水博物館が開館した。当館は水に関わる歴史的諸技術および貯水容器の展示を特徴としている。

## ヤズド出身の著名人

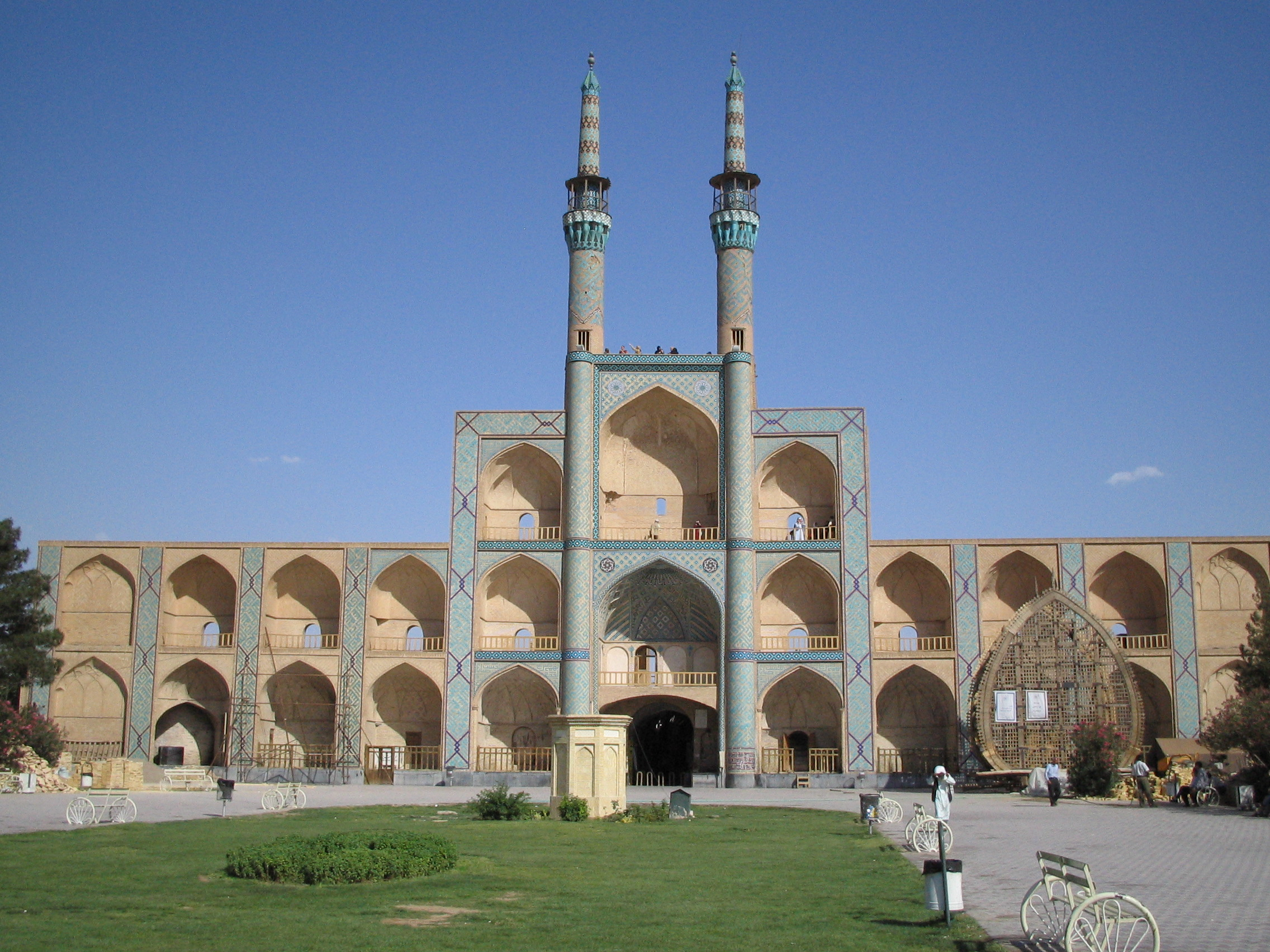
タキーイェ・アミール・チャグマグ（中世）

モハンマドレザー・アーレフ2001年から2005年までイラン副大統領
モハンマドアリー・ジャアファリー
イスラム革命防衛隊司令官
ミールザー・モハンマド・ファッロヒー・ヤズディー詩人。政治家。
サイード・モルタザヴィーテヘラン検事総長。
モハンマド・アリー・サドゥーギーモハンマド・ハータミー政権における議会補佐。ハータミーの義弟。ヤズド集会モスクの礼拝導師。
セイイェド・メフディー・エッザーバーディー科学者。発明家。
モハンマド・ジャアファル・プーヤンデイラン反体制派。1998年に殺害。
ファルハード・モルターズイランの社会活動家。
モハンマド・アリー・リヤーズィー・ヤズディー現代詩人。
モシェ・カツァブ元イスラエル大統領。ヤズド出身。

## 高等教育機関
ヤズド大学は1988年の設立。伝統的ペルシア芸術・建築に特化した建築学部を持つ。ヤズドの高等教育・研究機関は以下の通り。
- ヤズド大学
- シャーヒード・サドゥーギー医科大学
- イスラーム自由大学ヤズド
- ヤズド・サムパード情報センター （ペルシア語）
- ヤズド科学技術団地 （ペルシア語）

## 姉妹都市
- ハンガリー:  ヤースベレニ（en）